# Semeiochernes armiger
Semeiochernes armiger es una especie de arácnido  del orden Pseudoscorpionida de la familia Chernetidae.

## Distribución geográfica
Se encuentra en Perú y Brasil.